# Bruno Orzykowski
Bruno Orzykowski (* 28. September 1923 im Landkreis Insterburg; † 13. Februar 2013) war ein deutscher Politiker (SPD). Von 1970 bis 1978 war er Mitglied des Niedersächsischen Landtages.

## Leben
Bruno Orzykowski wuchs als Sohn eines Landarbeiters im ostpreußischen Norkitten auf und lernte den Beruf des Maschinenschlossers. Ab 1941 nahm er am Zweiten Weltkrieg teil. Als Unteroffizier wurde er in Russland verwundet und geriet in Kriegsgefangenschaft. Nach dem Krieg trat er der IG Metall bei. 1959 wurde er Vorsitzender des Betriebsrates der Vereinigten Aluminium-Werke.
Zunächst war Orzyskowski Mitglied der KPD. Als verantwortlicher Redakteur der in Hannover erscheinenden kommunistischen Tageszeitung Die Wahrheit verbrachte er Mitte der 50er-Jahre 18 Monate in Haft. 1964 wurde er Mitglied der SPD. Bei der Aufstellung des SPD-Kandidaten für die Landtagswahl in Niedersachsen 1970 im Landtagswahlkreis Hannover-Linden verdrängte Orzykowski den bisherigen Abgeordneten, Innenminister Richard Lehners. Er gewann den Wahlkreis sodann direkt. Dass er zu Weihnachten 1973 von Chefredakteur Peter Boenisch in der Bild am Sonntag als Armleuchter bezeichnet worden war, hinderte ihn nicht daran, bei der Landtagswahl 1974 mit 61,5 % das beste Erststimmenergebnis der SPD landesweit einzufahren.
Orzykowski gehörte dem linken Flügel seiner Fraktion an, die bis 1976 die Landesregierung unter Ministerpräsident Alfred Kubel trug.
Sein Bruder Willi wurde wegen Aktivitäten für die verbotene KPD zu zwei Jahren Gefängnis verurteilt und war später Betriebsratsvorsitzender und Mitglied der DKP.